# جيمس دوان
جيمس دوان (بالإنجليزية: James Duane) (و. 1733 – 1797 م) هو قاض، ومحام، وسياسي من الولايات المتحدة الأمريكية ولد في مدينة نيويورك.